# 2021年香港七一遊行
2021年香港七一遊行，是指各團體擬在2021年7月1日於香港島舉行的遊行。繼2020年警方禁止七一遊行後，本年度警方再度以2019冠狀病毒病香港疫情為由發出反對通知書，禁止民眾遊行。儘管如此，仍有零星市民進行示威及舉行街站，截至晚上9時許全港有19人被捕。

## 背景
2021年是香港主权移交中华人民共和国24周年，也是中国共产党建党100周年，《中华人民共和国香港特别行政区维护国家安全法》实施1周年。社民連、天水連線及守護大嶼聯盟曾經向警方申請舉辦七一遊行，以承繼民陣傳統，但被警方反對。團體其後提出上訴亦遭駁回。團體對警方的決定表示極度遺憾，表明不會宣傳和組織遊行，籲市民在7月1日穿黑衣表達不滿。而警方表明部署逾萬警力來應對全日的行動，包括5個總區應變大隊和反恐特勤隊，並高姿態巡邏。同時警告市民不要參與任何未經批准集結，亦不可作出任何公告或以其他方式宣傳已被禁止的公眾活動。

## 過程

### 社民連早上遊行

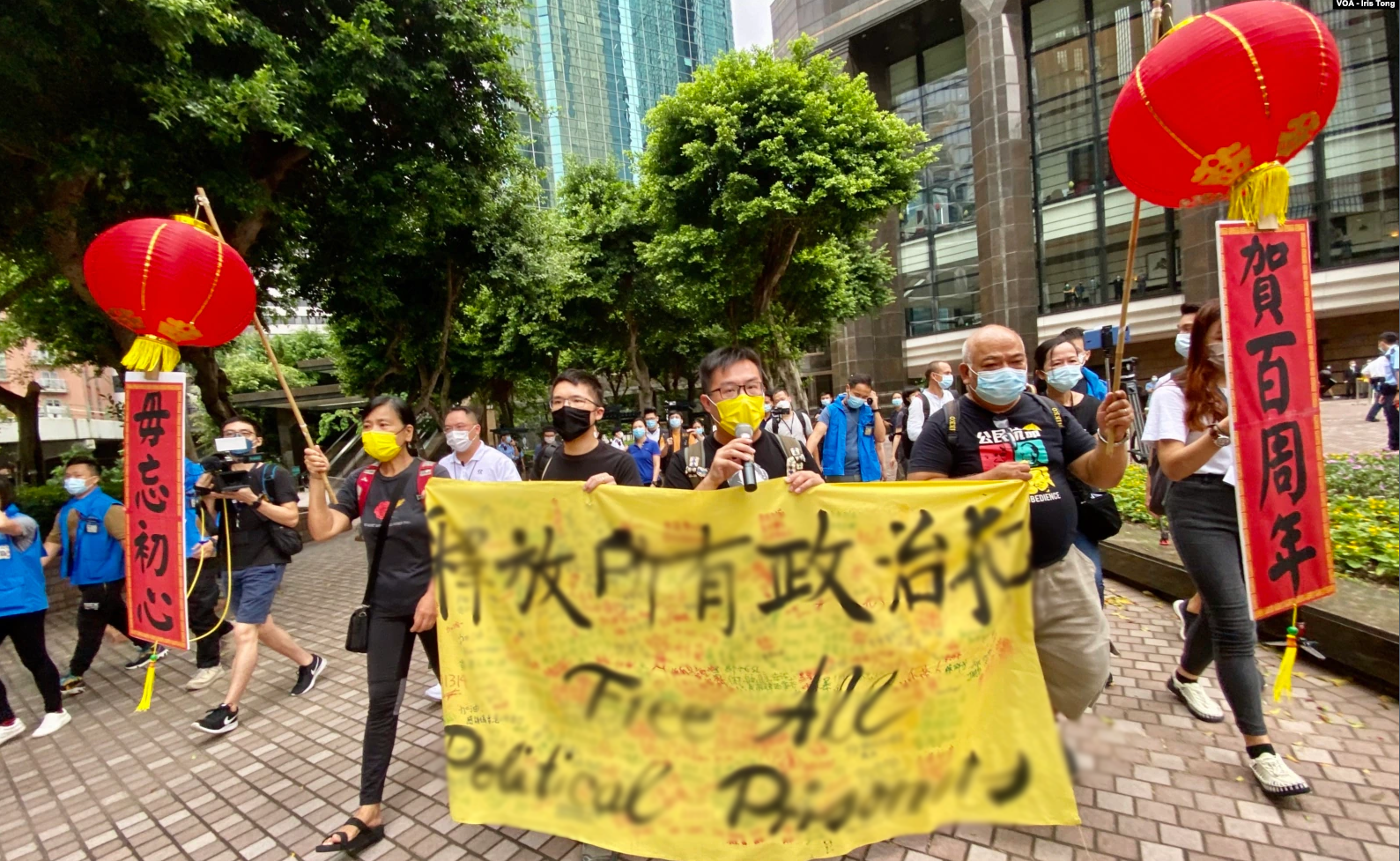
社民连主席黄浩铭（手持麦克风者）与3名成员7月1日早上游行，呼吁中共毋忘建党初心，实行普选，释放所有政治犯

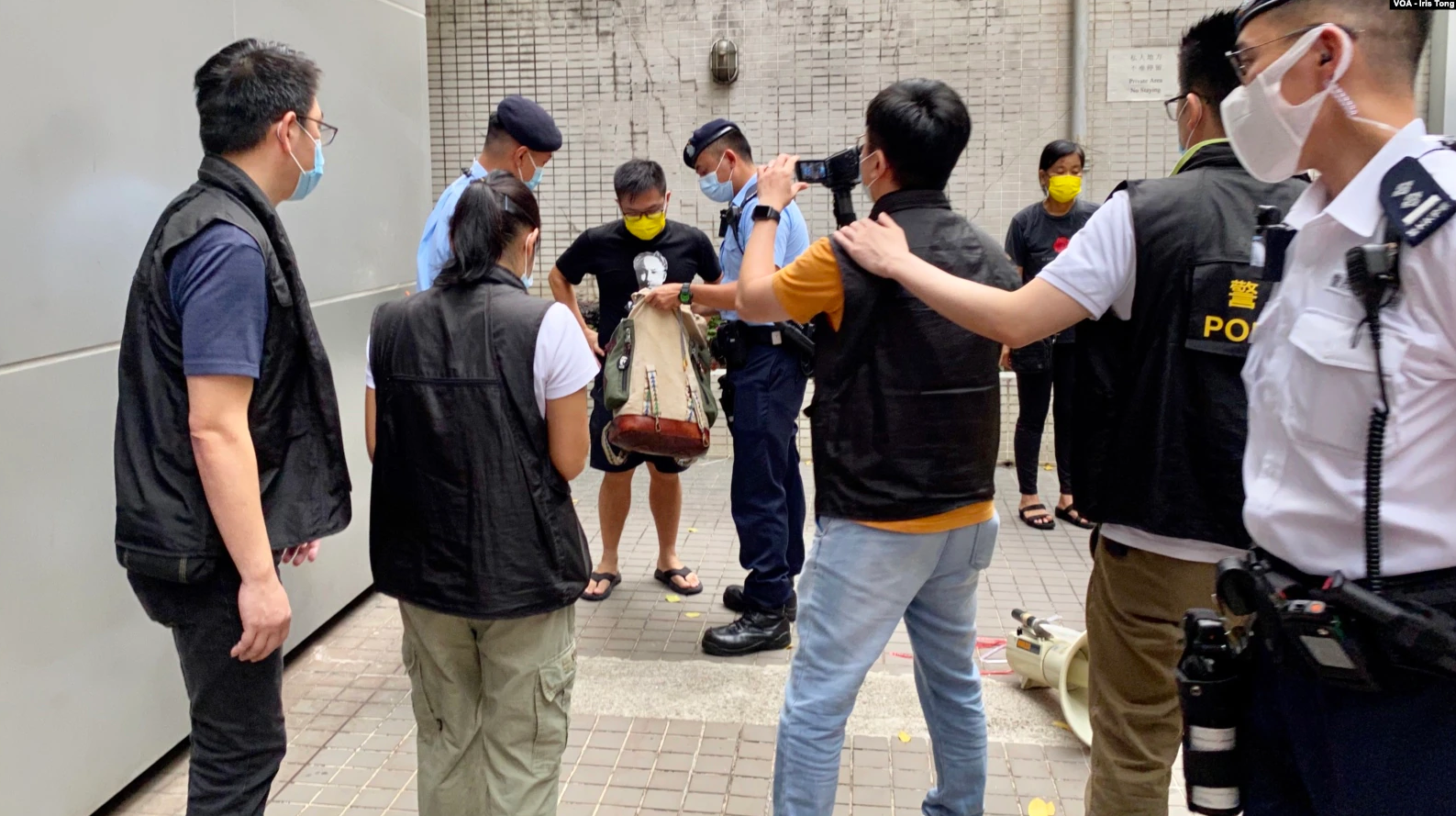
数十名警员包围准备游行的4名社民连成员及采访的记者

早上8時多，社會民主連線4名成員於灣仔遊行，由修頓中心遊行到灣仔會展附近的萬麗海景酒店外。他們拉起寫有「釋放所有政治犯」的橫額，手持「賀百周年」及「毋忘初心」的紅色燈籠。數十名警員在場戒備，並搜查遊行人士隨身物品。黃浩銘形容警方如臨大敵，形容香港有如變成「警察社會」。

### 警方圍封維園
中午12時，本來為遊行出發點的維多利亞公園被警方引用《公安條例》圍封。包括維園中央草坪、1至6號足球場及4個籃球場。警方解釋，由於有人在網上呼籲到維園參與已被禁止的集會，故考慮到安全風險而封鎖公園，並指出進入或逗留均違法。不少原本在公園休息的外傭立刻收拾物件離開，有外傭對此表示無奈。而住在附近的居民批評警方封維園「很擾民」。在公園打籃球的市民亦認為該處打籃球沒有問題，不滿警方不作解釋便封場。不過港島總區高級警司廖珈奇就會見傳媒時表示，不認為行動擾民，稱是為了公眾安全而封閉維園，相信市民會明白。公園到晚上11時15分才解封。

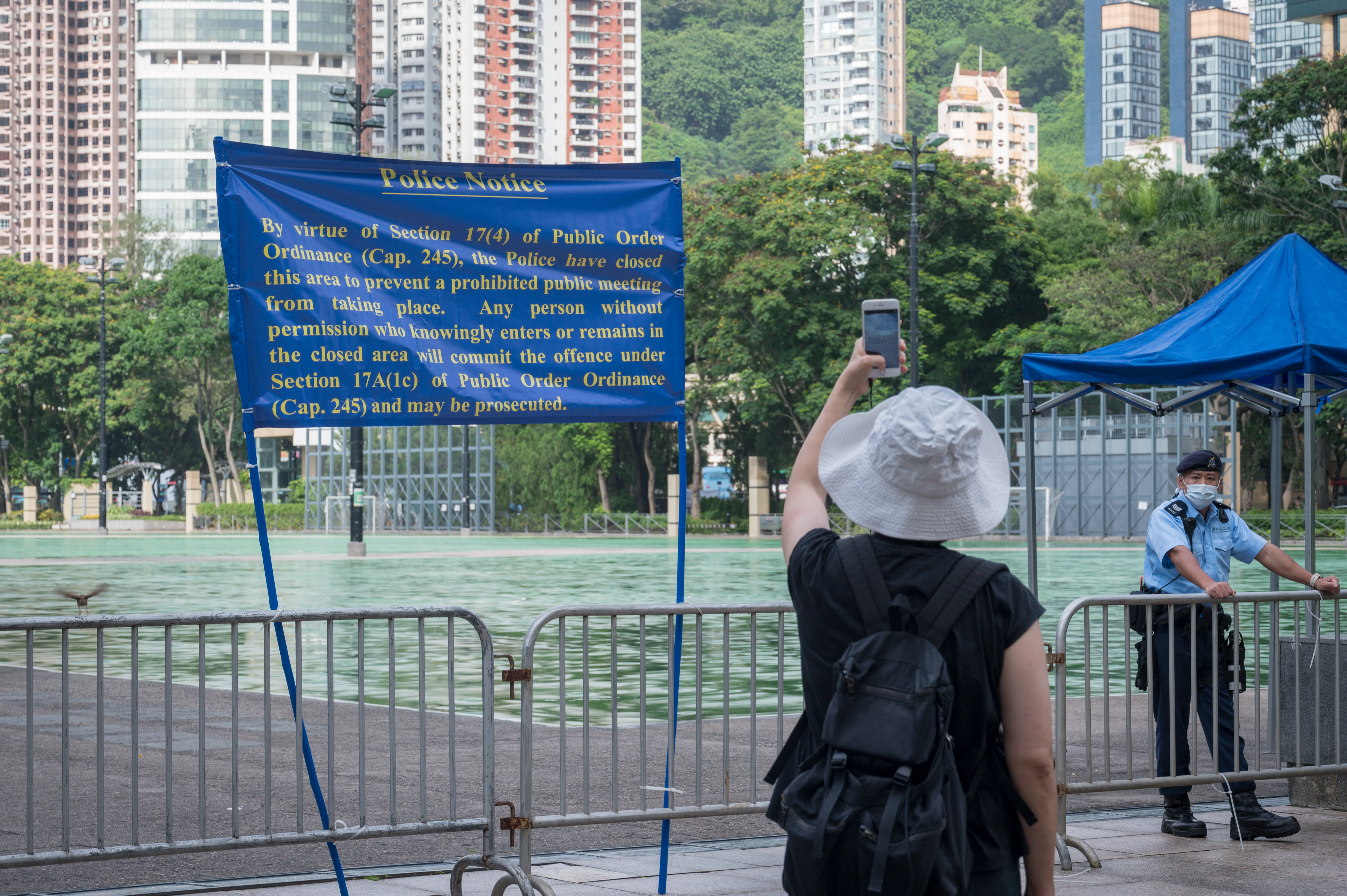
維多利亞公園繼6月4日後，再次被警方引用《公安條例》圍封
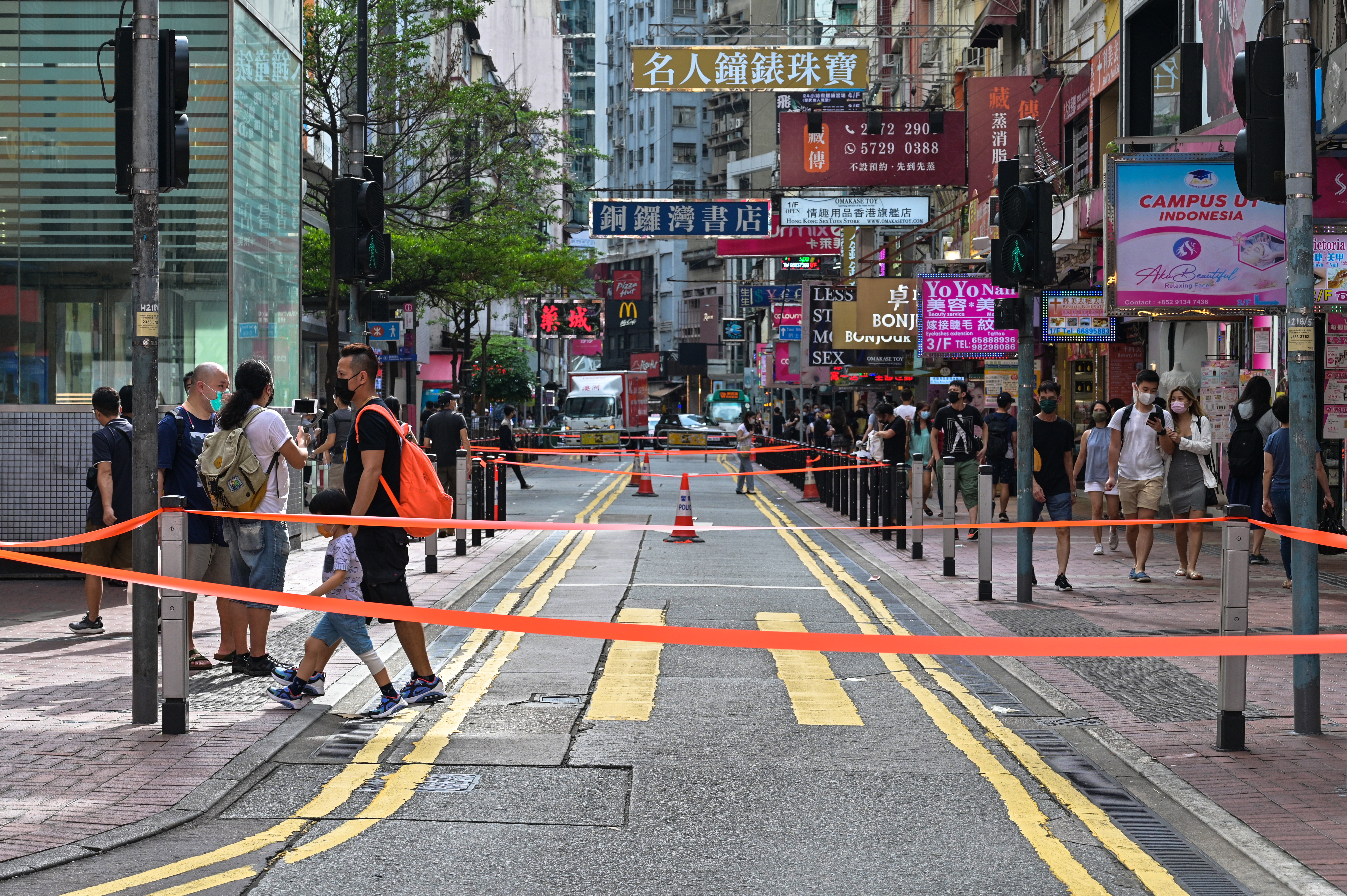
駱克道一帶的行人專用區被圍封
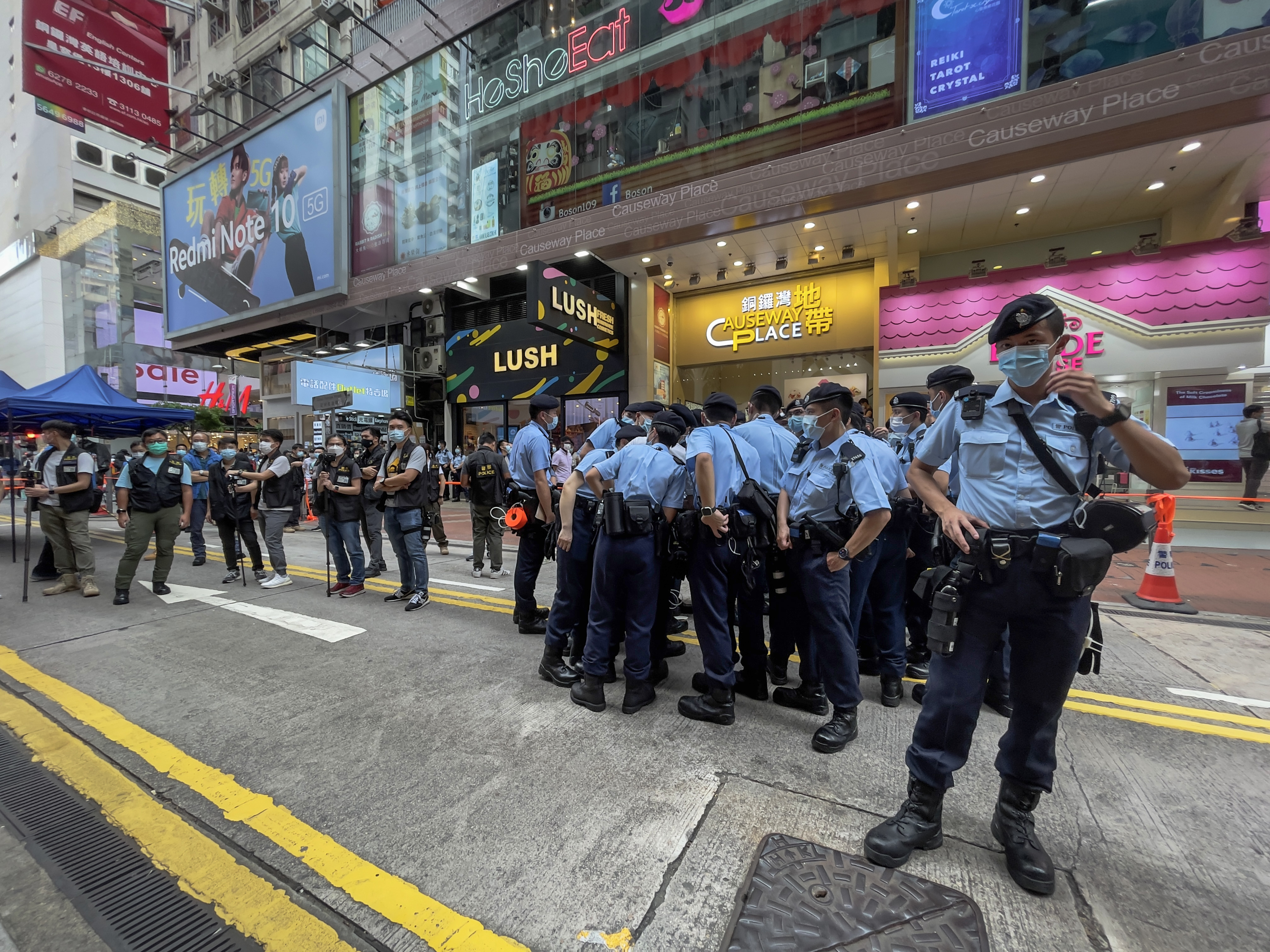
大批警員在記利佐治街戒備
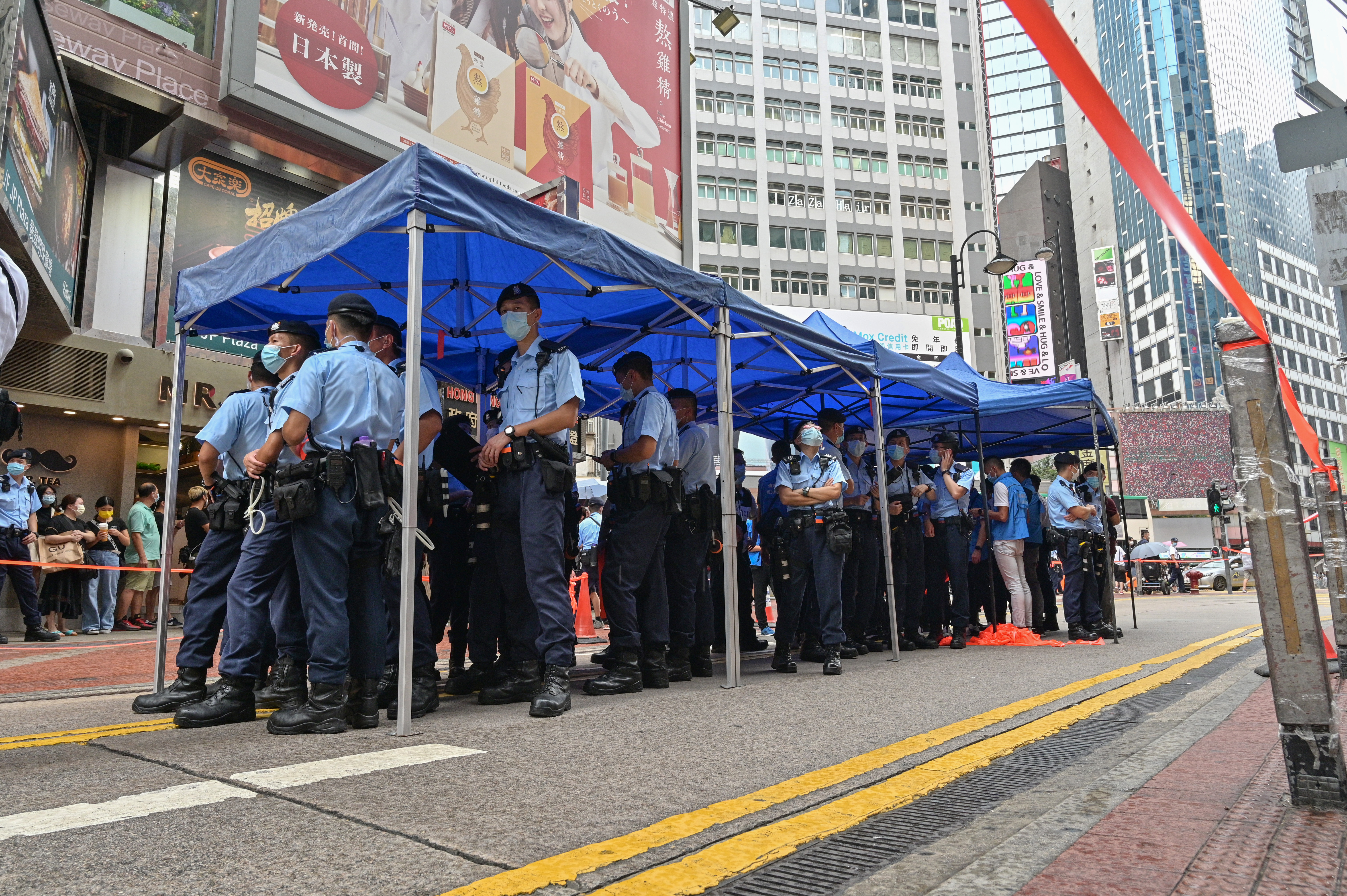
警員圍封記利佐治街，下雨期間，大批警員在帳幕下避雨

### 民眾在銅鑼灣被警員截查 無理票控和拘捕

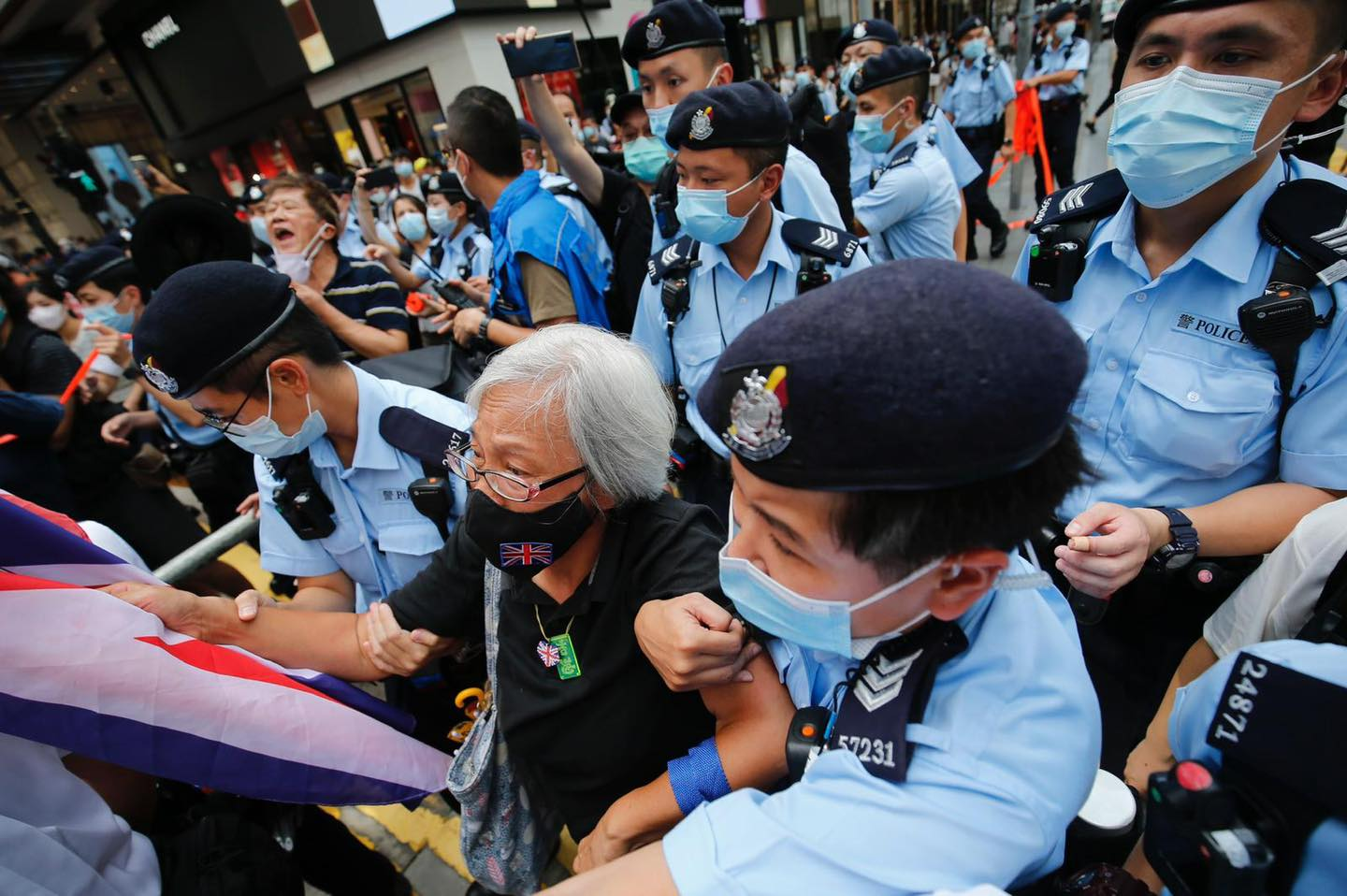
「王婆婆」王鳳瑤被拘捕

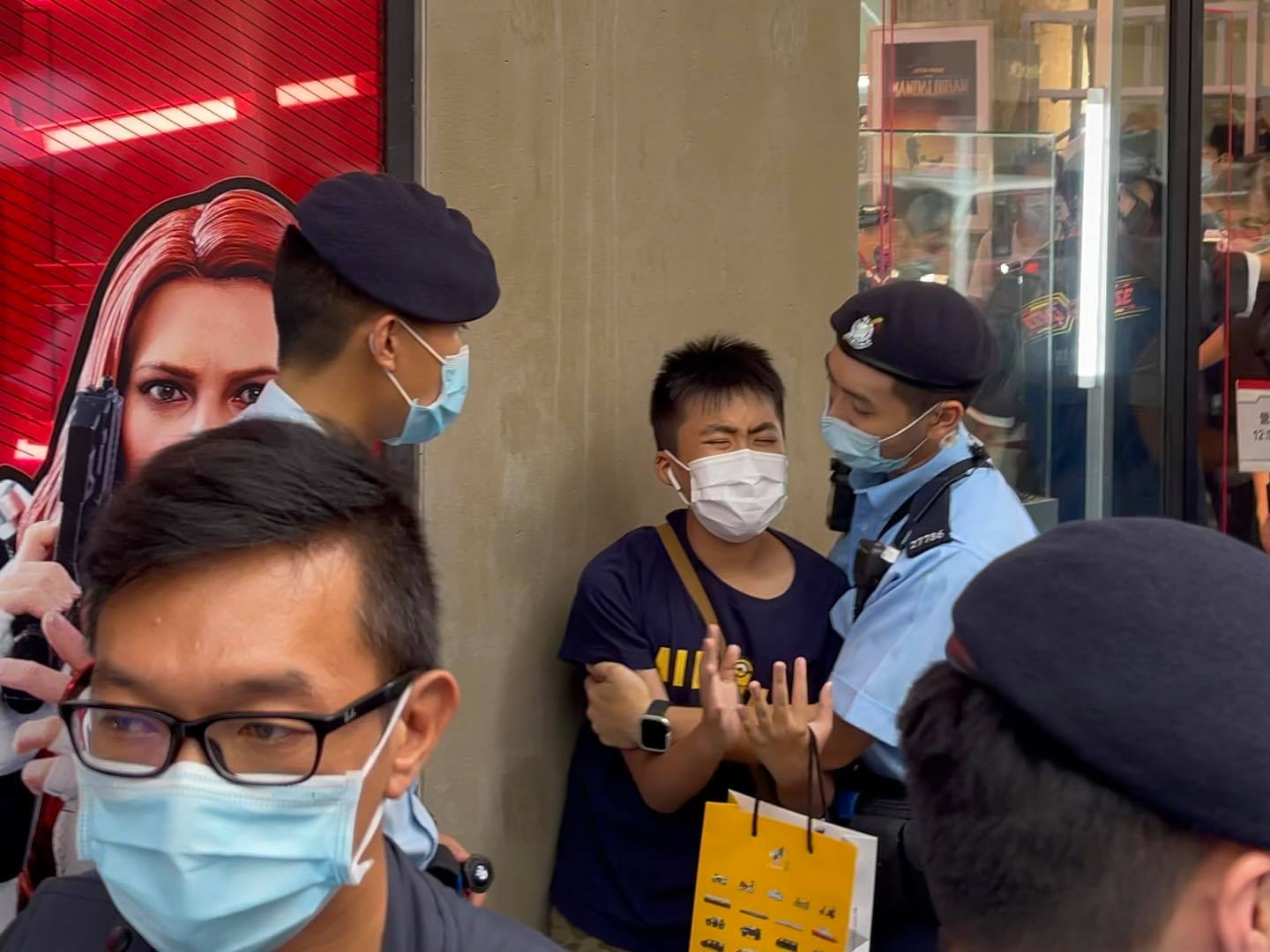
年約10歲男童被警員截查期間受驚，最後獲警員放行

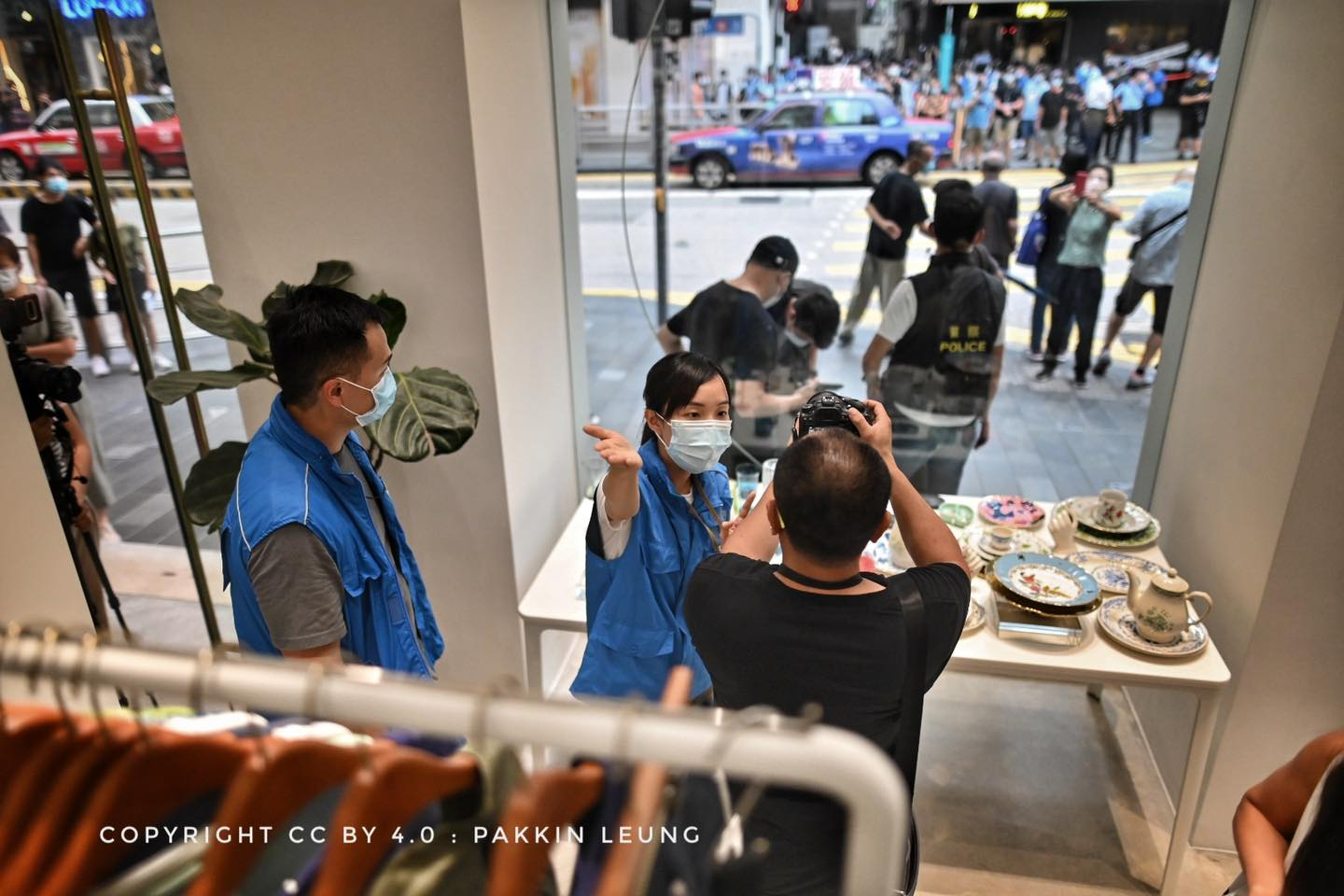
記者拍攝截查人士期間，警員走入商店內阻止

在銅鑼灣一帶，大批機動部隊警員將記利佐治街、東角道、駱克道一帶的行人專用區圍封，並加設帳幕。有市民在街頭漫步，舉起印有標語的紙張作表態。 最少三名市民於附近一帶高舉標語或手勢，被警方以「公眾地方行為不檢」罪名拘捕，當中包括手持英國國旗的示威常客王鳳瑤。而一對身穿黑衣的母子，因兒子衣服寫上「兄弟爬山」字樣，而被大批警員重重包圍。母親獲放行後表示兩人並無違法，認為警方無故威嚇市民，做法不合理。兒子形容自己被警察嚇唬。不少市民亦向記者投訴被警方無理控告違反限聚令，有月薪僅7,000港元的女清潔工與一名友人到宜家家居購物後，突然上前指違反了限聚令，並被票控。她哭訴自己辛辛苦苦做清潔，被警員無故罰5,000元，而警員以「自己同法官解釋」回應。她感委屈，概嘆「以前的香港我好愛，依家已經⋯唔敢講。」其後她向記者展示大批貨品和單據，批評警方胡亂執法。
下午約3時45分，有市民在名店坊門口呼叫口號「黑警死全家」，令警方即時舉起「黃旗」，警告名店坊的市民離開；其後大批警員衝入名店坊拉起橙帶，並要求商場地面位置拍攝的記者離開商場範圍，場面一度混亂。警員到1分鐘後離開。 不過到數分鐘後，大批警員在4時45分再次衝入名店坊商場，並走入Y-3時裝店進行追截一名年約10歲的男童，警方的行動令他受驚，面容緊張，雙手抱頭蹲下，需由警員拍背安慰，男童最後獲警員放行。市民斥警方行為荒謬：「細路仔嚟㗎咋！」同一時間，一名身穿黑衣的少年在商場後巷被大批警員搜查約20分鐘，期間警員將搜查過程在網上直播，並搜出《蘋果日報》、水樽及帽子。雖然只有一人，但警員以限聚令票控他。
傍晚6時許，網絡紅人龍心拉著手拖式喇叭在銅鑼灣記利佐治街揮舞中國國旗及共產主義旗幟，隨即有警員介入要求他離開。他在警員護送期間不斷高呼口號「一個香港，刻不容緩」。期間有市民尾隨他，呼叫「光復香港，時代革命」口號，但遭警員拍攝容貌。

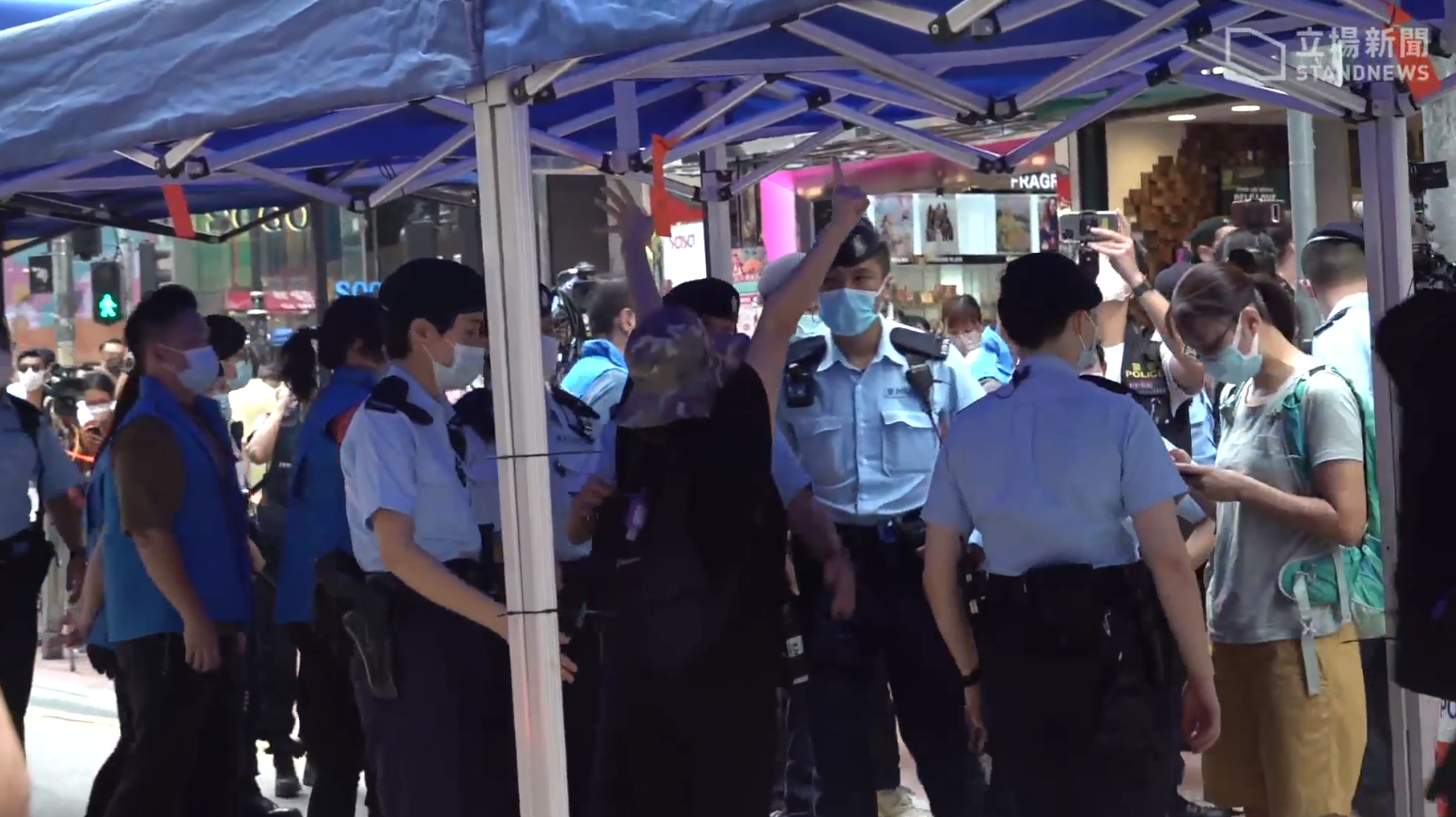
有市民在截查期間舉起五一手勢
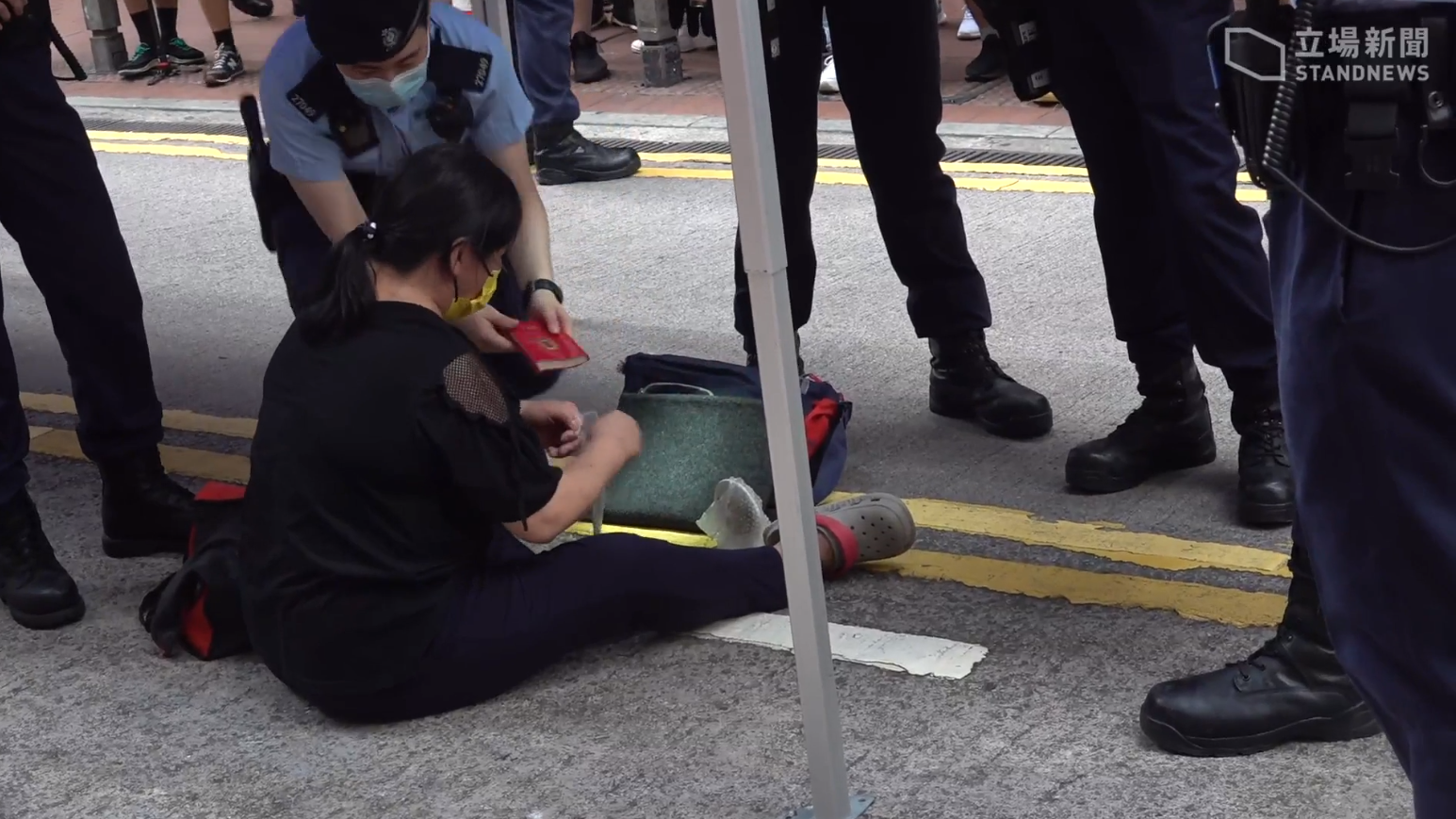
有市民在截查期間搜出有毛語錄
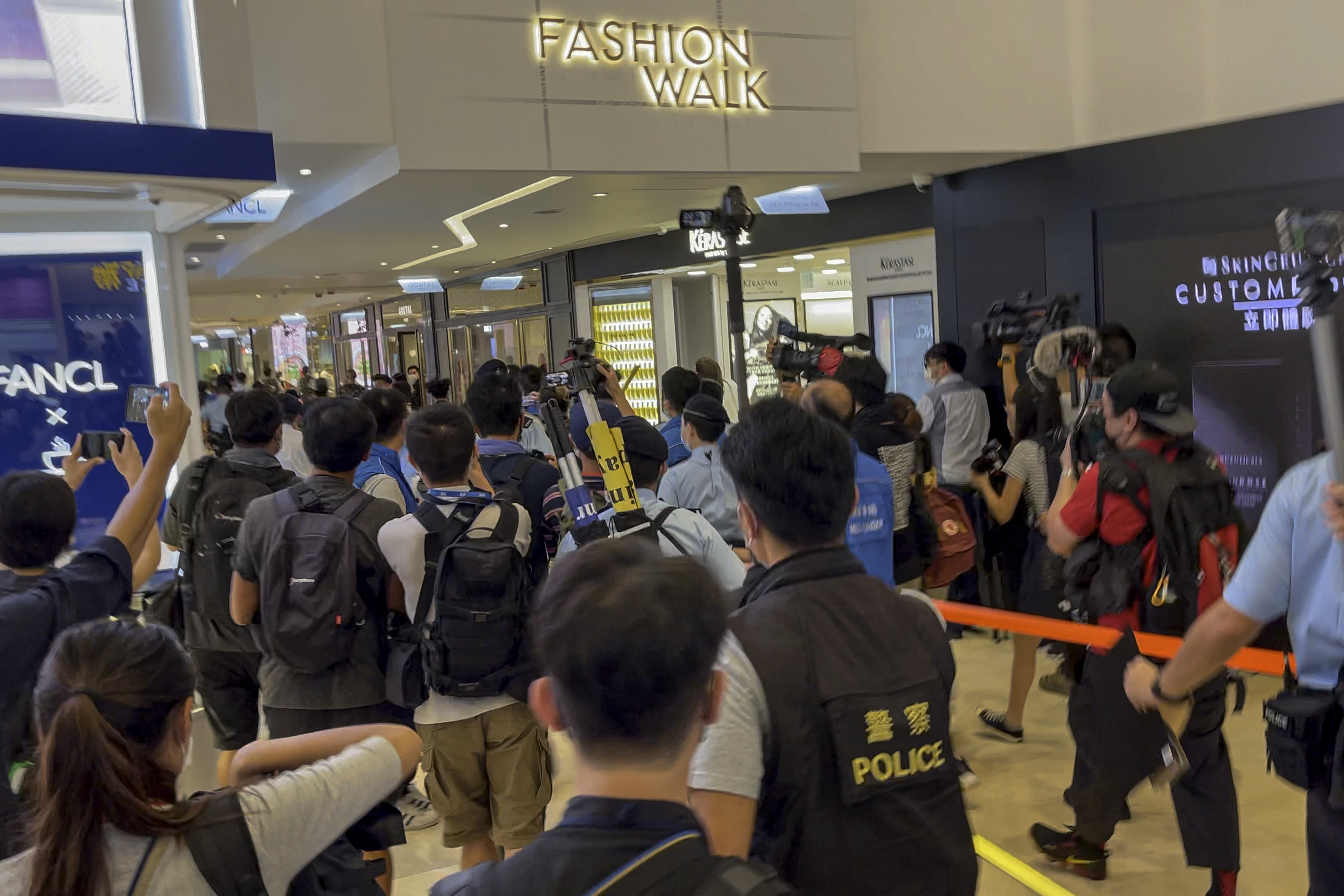
下午約3時45分，大批警員衝入名店坊拉起橙帶，場面一度混亂。警員到1分鐘後離開
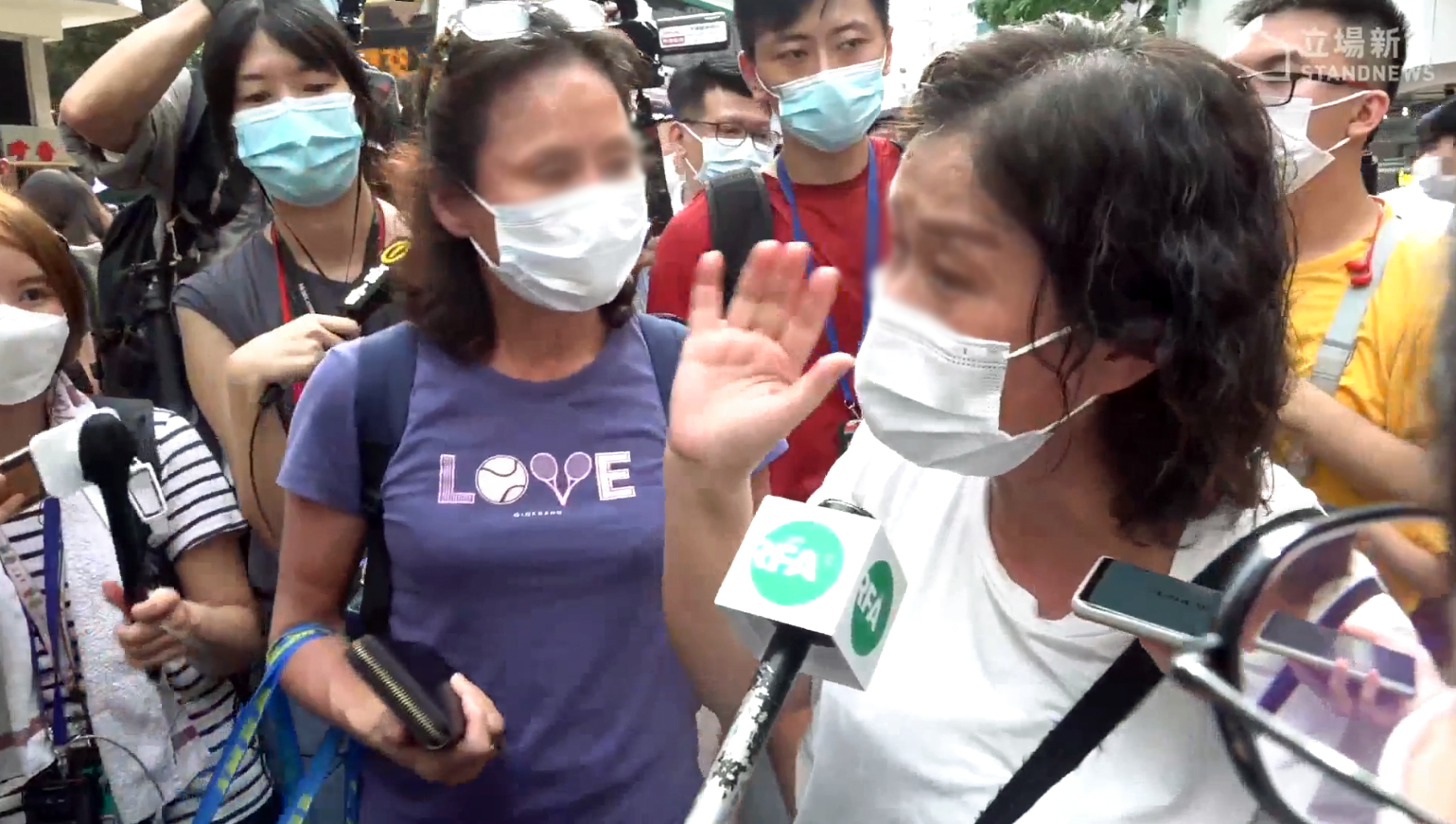
有月薪僅7,000港元的女清潔工與一名友人到宜家家居購物後，被票控違反4人限聚令
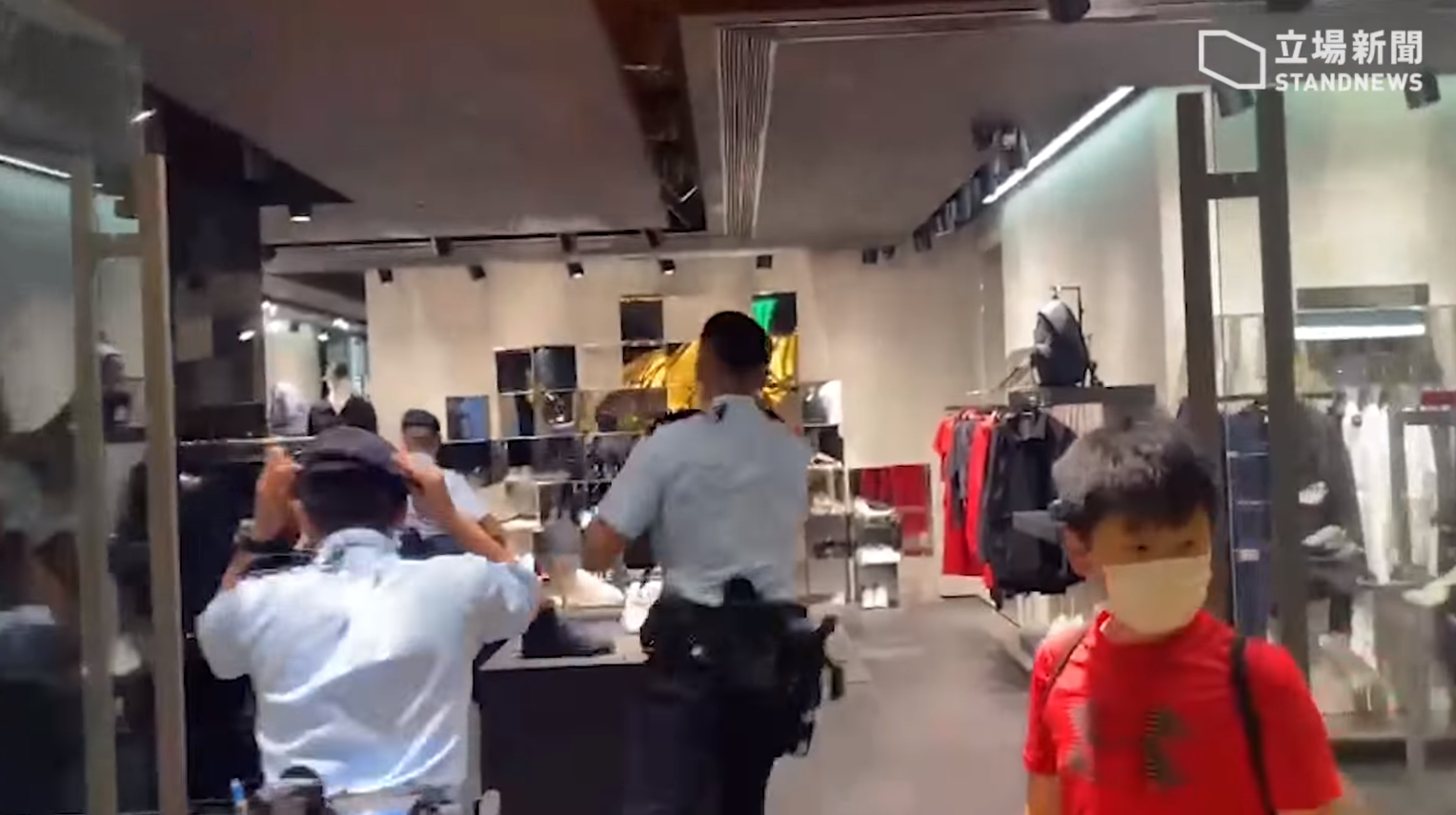
下午4時45分，大批警員再次衝入名店坊商場，並走入Y-3時裝店進行追截一名年約10歲的男童
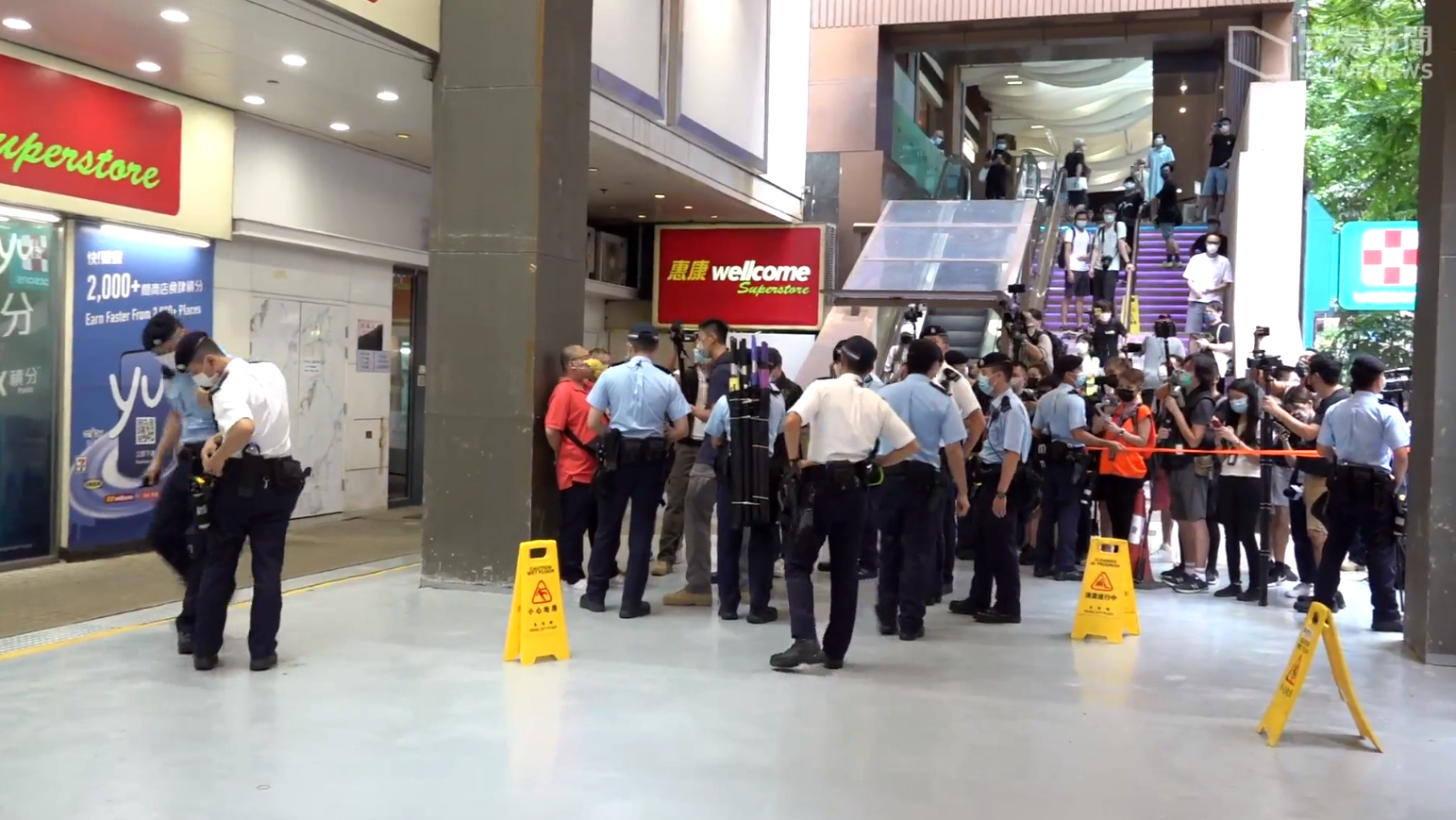
警員圍封翡翠明珠廣場並票控2名戴上黃色口罩的中年男子違反4人限聚令
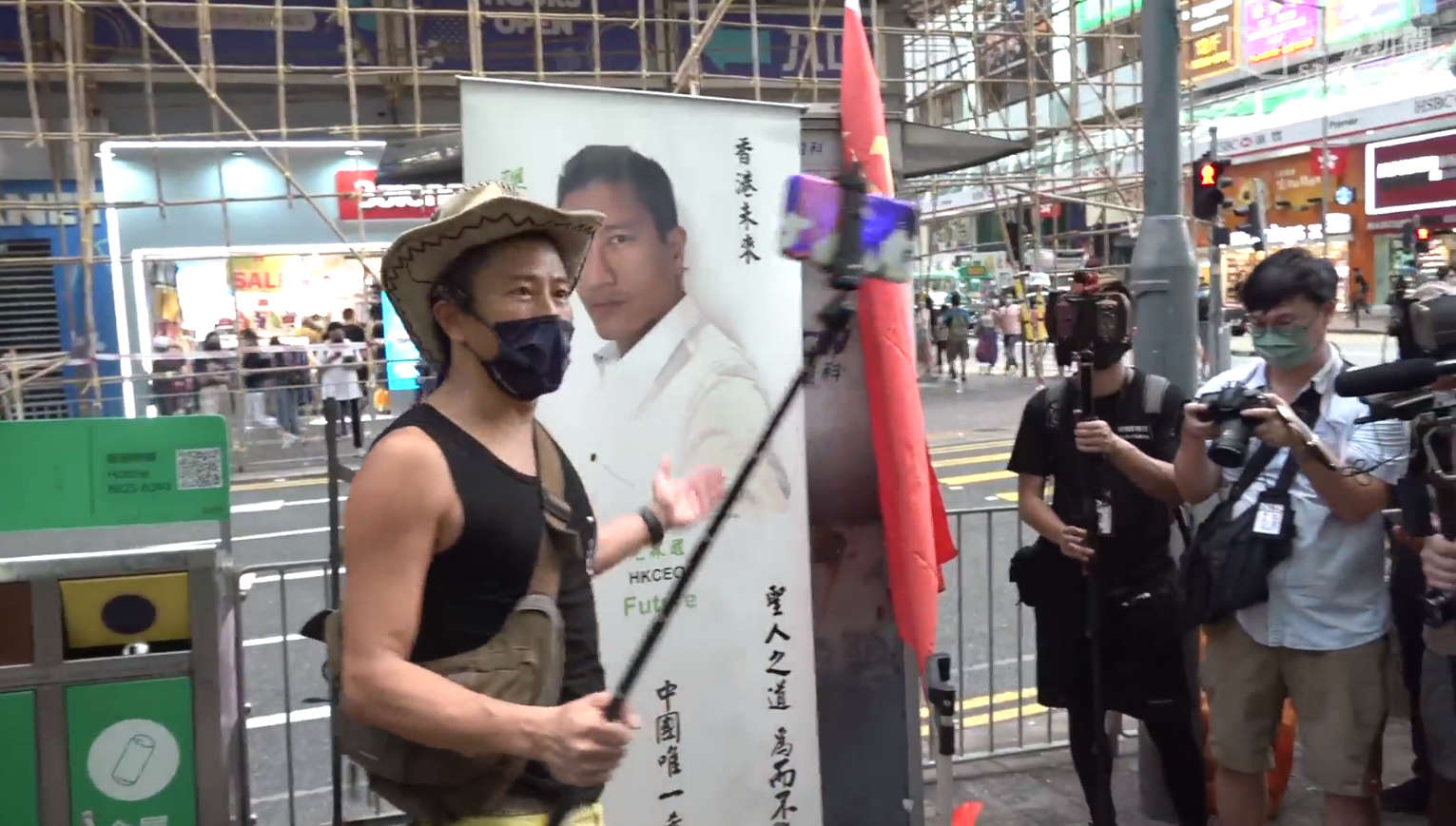
傍晚6時許，網絡紅人龍心在銅鑼灣一帶

### 各處街站被警方阻撓

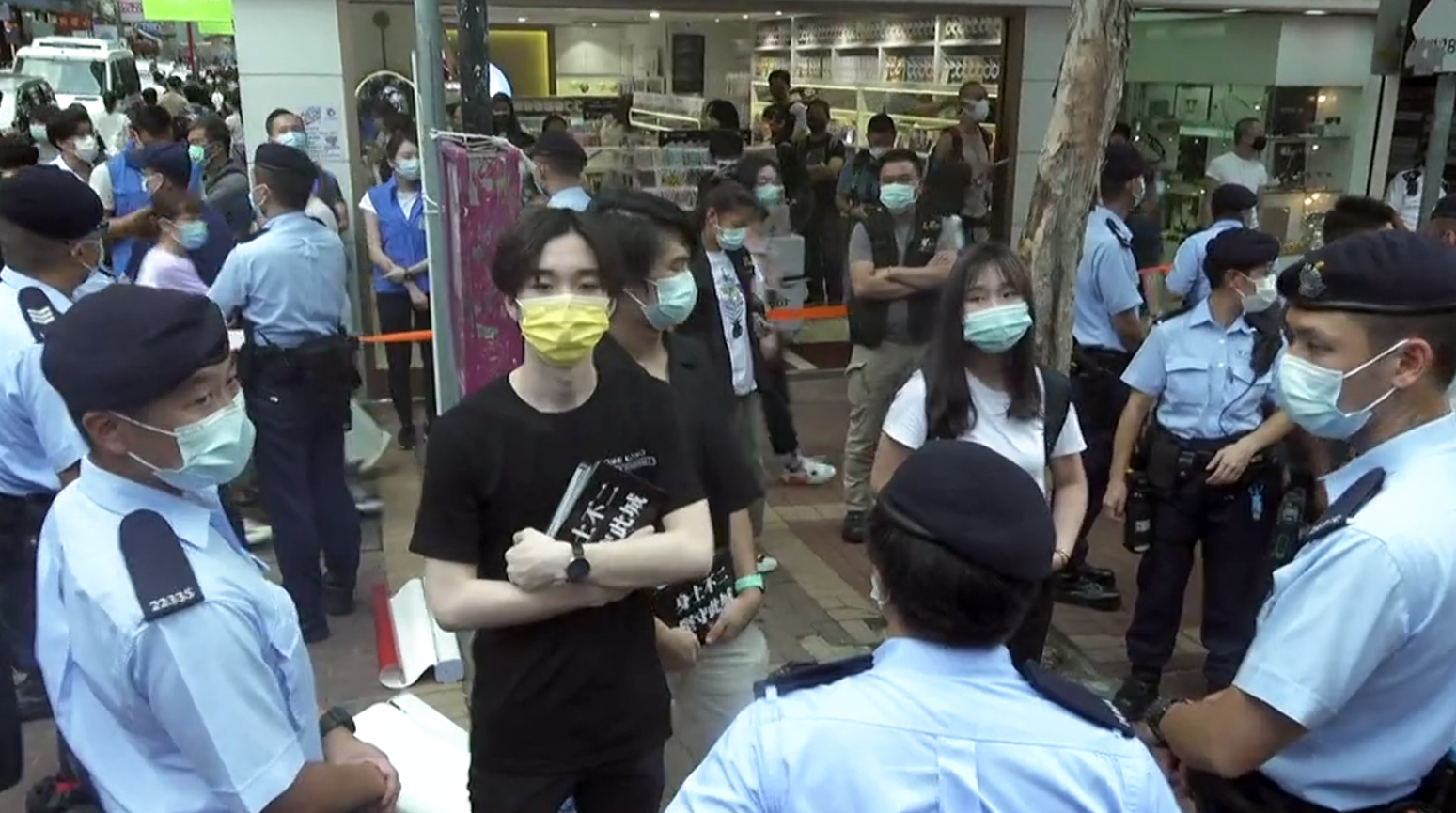
賢學思政原定於下午5時在旺角準備街站時已經被大批警員圍封，3名成員最後被帶走

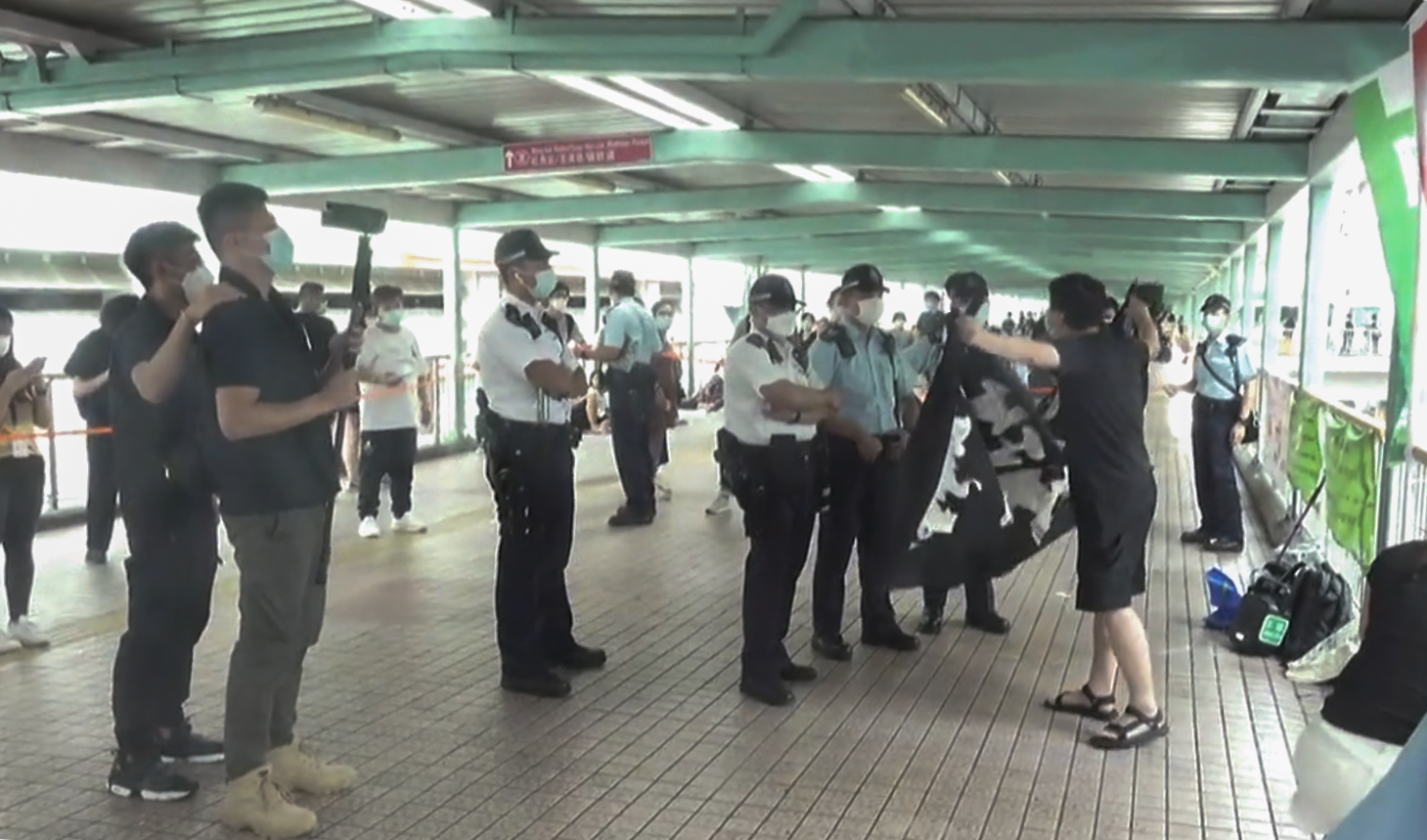
職工盟屬會在旺角行人天橋街站被警員指控「民生即政治 基層要公義」的橫額涉及煽惑及仇恨政府，街站成員對此感到不滿

多個團體在銅鑼灣、旺角及其他地方舉行街站，部分街站被警方阻撓。只有社民連在鵝頸橋底的街站能夠進行，成員派發傳單和播放歷年七一的新聞片段。社民連主席黃浩銘認為是與中共黨慶100年有關，稱政府有「明顯有政治任務」，不希望見到任何人在街頭遊行和於銅鑼灣一帶聚集。他同時對《港區國安法》立法1年後，七一遊行畫面不再感到非常傷感。
在旺角，3名賢學思政成員及義工原定於下午5時於擺設街站，但在準備開設街站時已被大批警員搜查及拘捕。至於學聯在旺角行人天橋舉行的街站，亦有4名成員因「分發煽動刊物」罪名被捕。
職工盟原先計劃於銅鑼灣及旺角舉行街站。在銅鑼灣街站，警方聲稱「在已反對的遊行路線範圍內不能開設街站」，警告成員盡快離開，最後導致街站取消。至於在旺角的兩個街站，其中一個街站被警員以「限聚令」為由，要求關閉。另外一個街站，亦有警員指控「民生即政治 基層要公義」的橫額涉及煽惑及仇恨政府，要求街站成員收起橫額，警員亦錄影成員講話的內容。

### 以刀襲擊警員事件

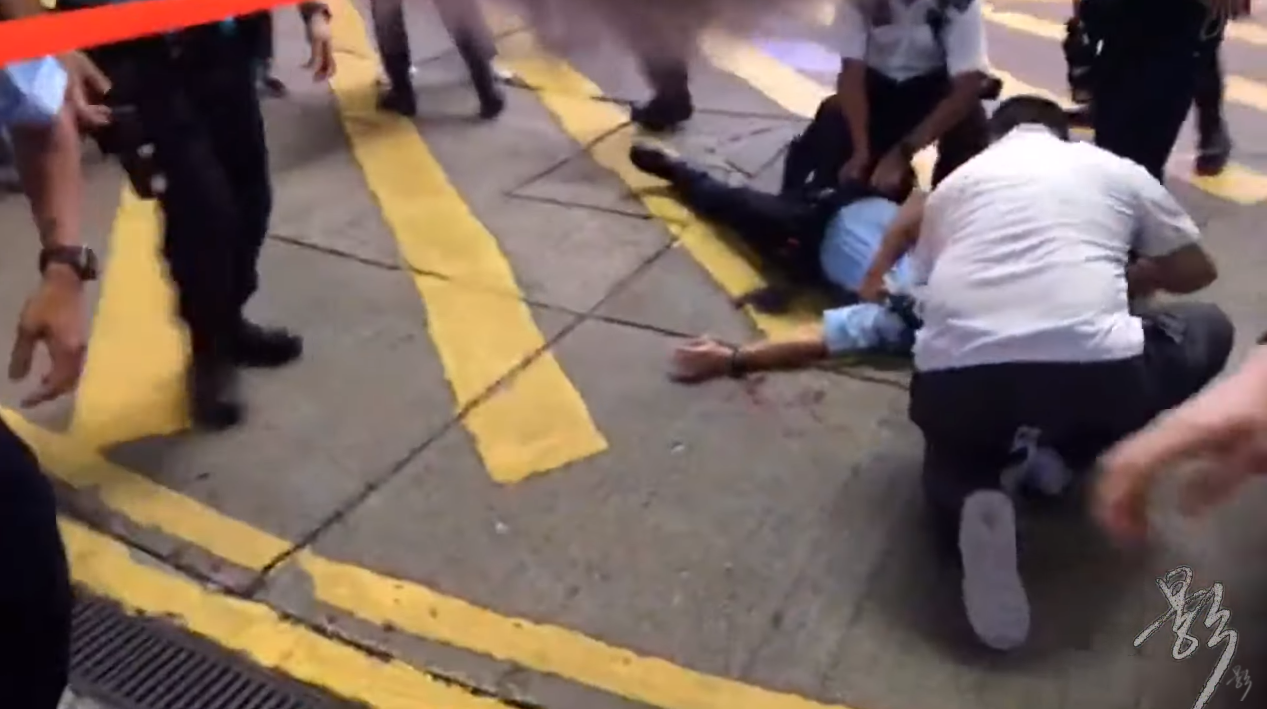
被刺傷的警員倒地，其背脊左肩胛骨受傷

直至晚上，仍有大批警察於銅鑼灣一帶戒備。到晚上22時10分，50歲男子梁健輝從後方用刀插向一名28歲機動部隊警員，其後以刀自插心臟，警員清醒送院治理。而攻擊警員的男子有很多血在地上，同樣送院治理。晚上23時20分，梁健輝宣告不治。刺警案發生後，銅鑼灣崇光百貨外陸續有市民獻花悼念，而警方將市民的鮮花隨扔進垃圾桶，並大舉截查和票控獻手持鮮花的市民，包括指獻花者亂拋垃圾。

## 拘捕及提堂

### 警方拘捕
警方表示全日在港九拘捕19人，分別涉嫌管有仿製火器、管有攻擊性武器、侮辱國旗、涉嫌分發煽動刊物、公眾地方行為不檢及阻礙警務人員執行職務等。其中旺角涉嫌分發煽動刊物達11人，包括賢學思政3名成員和嶺大學生會4名成員。大律師陸偉雄指出《刑事罪行條例》中「煽動」兩字的定義模糊，法律界亦無法掌握。
而警方分別在下午3時和晚上7時於Facebook專頁發帖文，指有兩人藏有仿製槍械被捕，包括可摺疊成有如咭片大小的利刀。

### 法庭提堂
- 一名60歲女便利店職員被指在銅鑼灣記利佐治街對出的銅鑼灣站E出口阻礙警長執勤，被控一項阻礙公職人員罪。案件7月3日在東區裁判法院提訊，被告暫時毋須答辯，押後至7月30日再訊。被告獲准以1000元保釋，其間不得離港及須住在報稱地址。[29]到2022年4月21日，東區裁判法院裁判官梁嘉琪指出當時警方當日拘捕被告期間沒有即場提及她涉嫌干犯的襲警罪，也無法肯定被告故意用背包「揈」警長，加上影片的鏡頭角度和解像度也無法證明被告動作背後的用意，裁定罪名不成立。不過阻差辦公和未能出示身份證罪需要索取感化令和社會服務令報告，案件押後至5月12日判刑，並批准被告保釋。[30]最後裁判官梁嘉琪引述被告親自撰寫的信，指出拒絕接受社會服務令和感化令，同時考慮控罪性質和年紀，最終判處監禁10日和罰款1,000元。[31]

- 一名23歲男子被控在回歸當日在黃大仙毓華街與毓華里交界扯下3面國旗並拋進垃圾桶，之後被控侮辱國旗罪，被告否認控罪。到2022年7月8日，九龍城裁判法院裁判官莫子聰接納目擊案發經過的司機的供詞和行車紀錄儀的片段記錄，顯示證供和影像吻合，同時相信警員證供和撿取物件，亦與被告穿著吻合。莫更形容被告在慶祝回歸的「大日子」犯案，直言「為何不是加重對國旗的侮辱？」，表示會考慮判處監禁。被告因而罪成，並須還柙至7月28日判刑。[32]到判刑當日，莫子聰斥被告的悔意流於表面，行為污衊及鄙視國旗，完全看不到有任何悔意，並可能引起衝突，判處監禁4個月。[33]

- 1名男子於禮賓府投擲土製燃燒彈，燃燒彈落在近圍欄的小斜坡草披地，並曾經引發火警。並在禮賓府巡邏期間發現一批懷疑易燃物，經初步調查後將案件列作縱火，交由有組織罪案及三合會調查科跟進。3日警方在馬鞍山拘捕該名24歲男子王俊彥，案件5日在東區裁判法院提堂，被控縱火罪，控方反對被告保釋，獲裁判官接納下，被告需還柙至9月27日再提堂。另外也在5日早上6時在沙田區再拘捕一名19歲女子盧凱瑤，她涉嫌串謀縱火，後被起訴。[34]2022年6月28日於東區裁判法院提堂。2人各被控一項縱火罪，暫時毋需答辯，控方申請合併案件，並轉介至區域法院處理。主任裁判官嚴舜儀批准申請，並押後案件至7月19日在區院再訊，期間男被告續還押，女被告則准以1萬元保釋，另不得離港、遵守宵禁令、每日向警署報到等。[35]其後控方撤銷女被告控罪，而男被告於2023年3月10日在區域法院承認控罪。法官姚勳智下令為被告索取背景及心理醫生報告，押後案件至3月31日求情及判刑，期間被告繼續還押。[36]2023年3月31日，姚勳智判男被告入獄32個月。姚指被告有計劃行事，犯案前已記下附近環境和站崗資料，縱火處距離禮賓府只有約50米，附近有很多植被，火勢容易蔓延，一旦起火一發不可收拾，又重申縱火是嚴重罪行，必須處以嚴厲判刑。[37]

- 1名18歲無業少女在在銅鑼灣記利佐治街遭截查時，被搜出一把鎅刀，被控在公眾地方管有攻擊性武器罪。2021年12月31日在東區裁判法院提堂，主任裁判官嚴舜儀將案件押後至2022年2月21日答辯，以待辯方索取文件。被告准以1000元現金保釋候訊，條件包括不得離港、交出所有旅遊證件、居於報稱地址以及每周一次到警署報到。2022年8月15日，少女否認控罪，控方預計傳召6名證人作供，案件將於10月7日進行審訊，被告保釋期間除到警署報到時間更改外，獲准以原有條件保釋候審。[38][39]被告不認罪，經審訊後，2022年11月25日於東區裁判法院由裁判官何慧嫻判決。何慧嫻形容被告自辯時胡說八道又不合邏輯，被問及刺警事件發生後為何仍留在危險地方時，她回答說她當時正在發呆。因此認為被告並非誠實可靠的證人，回答控方問題時又諸多藉口，故拒絕接納其證供。何官指朱案發時手持一個大公仔，警察亦因大公仔才留意到朱，質疑如朱有意犯案又怎會故意引人注目，故認為控方未能在毫無合理疑點下證明朱有傷人意圖，裁定她罪名不成立。[40]

- 警方拘捕2男1女，3人在銅鑼灣七一刺警案後在網上發表煽惑傷害警員言論，在香港意圖使警務人員身體受嚴重傷害，而煽惑他人非法及惡意導致上述警務人員身體受嚴重傷害。各被控一項「煽惑他人有意圖而傷人」罪。36歲資訊科技員於2022年12月29日在區域法院認罪，法官高勁修將案件押後至2023年8月2日正式答辯及求情，期間被告准以原有條件保釋。

其餘兩名被告-34歲無業男子及20歲女學生。2人早前均已表示打算承認控罪，案件分別押後至2023年1月3日及6月5日答辯及求情，2人續准保釋候訊。
2023年8月2日，36歲資訊科技員於區域法院承認控罪，於24日由暫委法官王證瑜判刑。王認為，本案關鍵在於被告於刺警事件翌日，於被人廣泛使用的連登討論區發帖，沒有預謀的情況下希望盡快煽惑他人。但他沒有其他增加煽惑效果的行為，亦沒有令警員受傷。法官同意，本案嚴重性較同類案件低，被告沒有令帖文置頂，獲得較少反應，留言內容亦較少。最終採納9個月作量刑起點，但認為本案候訊時間並非減刑因素，提出當中約7.5個月屬因應辯方需要而押後，餘下程序需時約1.5年，並非過長。認罪扣減後，判囚6個月。
2023年1月3日，34歲無業男子在區域法院承認控罪，由法官李慶年判刑。李判刑時指，被告在發帖後留下6個訊息「推文」，再製造「看似回應」，進一步提升「激進程度」。雖然被告煽惑他人以刀襲警，但沒有具體計劃，言論較概括，及後沒有實際產生嚴重襲警行為。再考慮他曾任入境事務處高級入境事務助理員，調查期間合作，過去一直奉公守法，加上案件後失去工作，認罪有悔意，加上即將與年幼女兒分離，經過是次慘痛教訓，相信重犯機會不高，最終判囚6個月。
2023年6月5日，20歲女學生在區域法院認罪。7月19日由法官謝沈智慧判刑。謝指，被告煽惑殺警行為，加劇破壞社會安寧及治安的風險。她又指，被告因涉違反警員起底令，曾遭律政司發信要求移除相關內容，惟被告在FB表示，即使收到信件亦「冇嘢驚」，顯示其明知故犯，目無法紀，罪責嚴重，須判處足夠懲罰。辯方指被告汲取教訓、深表後悔，謝強調判刑對被告的影響，是她咎由自取，認為本案除認罪外，沒有其他減刑因素。遂將量刑起點訂在15個月監禁，認罪扣減後終判囚10個月。
- 1名23歲裝修工人，在2021年7月1日，在香港意圖使香港警務處警務人員身體受嚴重傷害，而非法煽惑他人非法及惡意傷害上述警務人員。被控一項「煽惑他人有意圖而傷人」罪，2023年1月18日於西九龍裁判法院提堂。控方申請押後至3月15日再訊，以備轉介文件，轉介至區域法院審理，不反對被告保釋。獲裁判官曾慶東批准，被告准以2,000元現金擔保，期間不得離港，須每周赴警署報到一次。[47]被告不認罪，經審訊後，2024年10月4日於西九龍裁判法院由暫委法官陳慧敏裁決。

陳慧敏裁決指，被告之論調是「大謊話」，根本不能成立；質疑被告為何沒留言澄清，認為他刻意避重就輕，淡化傷害警員言論，批評其說法欠說服力及有違常理，並拒絕接納其證供及辯稱僅為發洩情緒。認為被告是明確地鼓勵、說服，甚至教導他人如何傷害警員，又形容這些留言首尾呼應、步步推進，絕非信口開河，累積下加強煽惑效果，而被告作為思想正常的人，仍選擇在七一敏感日子發表有關留言，反映其有意煽惑他人傷害警員。公眾人士能自由瀏覽連登討論區，從刺警主題帖文下，可見有大量會員帶有仇警情緒，而被告在高危日子，建議傷害警員較脆弱的小腸位置，予人深刻印象及影響，認為當時社會瀰漫仇警情緒，不可排除有人會被煽動犯案，以暴力破壞公共秩序的風險，因此裁定罪成。還押至11月1日求情及判刑